# Předseda Africké unie
Předseda Africké unie, do roku 2002 jako předseda Organizace africké jednoty,  je nejvyšší představitel Africké unie. 
Na období jednoho roku jej volí Shromáždění hlav států Africké unie při jednom ze svých summitů (ročně jsou zpravidla uspořádány dva). Doposud bylo zvykem, že se předsedou stala hlava státu či vlády země pořádající summit. V roce 2007 však súdánský prezident Umar al-Bašír nebyl z důvodu pokračující krize v Dárfúru pro většinu členských zemí přijatelný a zvolen byl proto ghanský prezident John Agyekum Kufuor. 
Od února 2025 je předsedou Africké unie angolský prezident João Lourenço.

## Seznam předsedů
| Předsedové Organizace africké jednoty | Předsedové Organizace africké jednoty | Předsedové Organizace africké jednoty | Předsedové Organizace africké jednoty |
| ------------------------------------- | ------------------------------------- | ------------------------------------- | ------------------------------------- |
| Jméno                                 | Nástup do funkce                      | Odchod z funkce                       | Státní příslušnost                    |
| Haile Selassie I.                     | 25. května 1963                       | 17. července 1964                     | Etiopie                               |
| Gamál Násir                           | 17. července 1964                     | 21. října 1965                        | Egypt                                 |
| Kwame Nkrumah                         | 21. října 1965                        | 24. února 1966                        | Ghana                                 |
| Joseph Artur Ankrah                   | 24. února 1966                        | 5. listopadu 1966                     | Ghana                                 |
| Haile Selassie I.                     | 5. listopadu 1966                     | 11. září 1967                         | Etiopie                               |
| Joseph - Desire Mobutu                | 11. září 1967                         | 13. září 1968                         | Konžská demokratická republika        |
| Houari Boumédiène                     | 13. září 1968                         | 6. září 1969                          | Alžírsko                              |
| Ahmadou Ahidjo                        | 6. září 1969                          | 1. září 1970                          | Kamerun                               |
| Kenneth Kaunda                        | 1. září 1970                          | 21. června 1971                       | Zambie                                |
| Moktar Ould Daddah                    | 21. června 1971                       | 12. června 1972                       | Mauritánie                            |
| Hassan II.                            | 12. června 1972                       | 27. května 1973                       | Maroko                                |
| Yakubu Gowon                          | 27. května 1973                       | 12. června 1974                       | Nigérie                               |
| Muhammad Siad Barre                   | 12. června 1974                       | 28. července 1975                     | Somálsko                              |
| Idi Amin                              | 28. července 1975                     | 2. července 1976                      | Uganda                                |
| Seewoosagur Ramgoolam                 | 2. července 1976                      | 2. července 1977                      | Mauricius                             |
| Omar Bongo                            | 2. července 1977                      | 18. července 1978                     | Gabon                                 |
| Džafar Nimeiry                        | 18. července 1978                     | 12. července 1979                     | Súdán                                 |
| William R. Tolbert, mladší            | 12. července 1979                     | 12. dubna 1980                        | Libérie                               |
| Léopold Sédar Senghor                 | 28. dubna 1980                        | 1. července 1980                      | Senegal                               |
| Siaka Stevens                         | 1. července 1980                      | 24. června 1981                       | Sierra Leone                          |
| Daniel arap Moi                       | 24. června 1981                       | 6. června 1983                        | Keňa                                  |
| Mengistu Haile Mariam                 | 6. června 1983                        | 12. listopadu 1984                    | Etiopie                               |
| Julius Nyerere                        | 12. listopadu 1984                    | 18. července 1985                     | Tanzanie                              |
| Abdou Diouf                           | 18. července 1985                     | 28. července 1986                     | Senegal                               |
| Denis Sassou-Nguesso                  | 28. července 1986                     | 27. července 1987                     | Konžská republika                     |
| Kenneth Kaunda                        | 27. července 1987                     | 25. května 1988                       | Zambie                                |
| Moussa Traoré                         | 25. května 1988                       | 24. července 1989                     | Mali                                  |
| Muhammad Husní Mubarak                | 24. července 1989                     | 9. července 1990                      | Egypt                                 |
| Yoweri Museveni                       | 9. července 1990                      | 3. června 1991                        | Uganda                                |
| Ibrahim Babangida                     | 3. června 1991                        | 29. června 1992                       | Nigérie                               |
| Abdou Diouf                           | 29. června 1992                       | 28. června 1993                       | Senegal                               |
| Muhammad Husní Mubarak                | 28. června 1993                       | 13. června 1994                       | Egypt                                 |
| Zín Abidín bin Alí                    | 13. června 1994                       | 26. června 1995                       | Tunisko                               |
| Meles Zenawi                          | 26. června 1995                       | 8. července 1996                      | Etiopie                               |
| Paul Biya                             | 8. července 1996                      | 2. června 1997                        | Kamerun                               |
| Robert Mugabe                         | 2. června 1997                        | 8. června 1998                        | Zimbabwe                              |
| Blaise Compaoré                       | 8. června 1998                        | 12. července 1999                     | Burkina Faso                          |
| Abdelazíz Buteflika                   | 12. července 1999                     | 10. července 2000                     | Alžírsko                              |
| Gnassingbé Eyadéma                    | 10. července 2000                     | 9. července 2001                      | Togo                                  |
| Frederick Chiluba                     | 9. července 2001                      | 2. ledna 2002                         | Zambie                                |
| Levy Mwanawasa                        | 2. ledna 2002                         | 9. července 2002                      | Zambie                                |
| Předsedové Africké unie               |                                       |                                       |                                       |
| Jméno                                 | Nástup do funkce                      | Odchod z funkce                       | Státní příslušnost                    |
| Thabo Mbeki                           | 9. července 2002                      | 10. července 2003                     | Jižní Afrika                          |
| Joaquim Chissano                      | 10. července 2003                     | 6. července 2004                      | Mosambik                              |
| Olusegun Obasanjo                     | 6. července 2004                      | 24. ledna 2006                        | Nigérie                               |
| Denis Sassou-Nguesso                  | 24. ledna 2006                        | 29. ledna 2007                        | Konžská republika                     |
| John Agyekum Kufuor                   | 29. ledna 2007                        | 31. ledna 2008                        | Ghana                                 |
| Jakaya Kikwete                        | 31. ledna 2008                        | 2. února 2009                         | Tanzanie                              |
| Muammar Kaddáfí                       | 2. února 2009                         | 31. ledna 2010                        | Libye                                 |
| Bingu wa Mutharika                    | 31. ledna 2010                        | 31. ledna 2011                        | Malawi                                |
| Teodoro Obiang Nguema Mbasogo         | 31. ledna 2011                        | 29. ledna 2012                        | Rovníková Guinea                      |
| Yayi Boni                             | 29. ledna 2012                        | 27. ledna 2013                        | Benin                                 |
| Hailemariam Desalegn                  | 27. ledna 2013                        | 30. ledna 2014                        | Etiopie                               |
| Mohamed Ould Abdel Aziz               | 30. ledna 2014                        | 30. ledna 2015                        | Mauritánie                            |
| Robert Mugabe                         | 30. ledna 2015                        | 30. ledna 2016                        | Zimbabwe                              |
| Idriss Déby                           | 30. ledna 2016                        | 30. ledna 2017                        | Čad                                   |
| Alpha Condé                           | 30. ledna 2017                        | 28. ledna 2018                        | Guinea                                |
| Paul Kagame                           | 28. ledna 2018                        | 10. února 2019                        | Rwanda                                |
| Abd al-Fattáh as-Sísí                 | 10. února 2019                        | 10. února 2020                        | Egypt                                 |
| Cyril Ramaphosa                       | 10. února 2020                        | 6. února 2021                         | Jižní Afrika                          |
| Félix Tshisekedi                      | 6. února 2021                         | 5. února 2022                         | Konžská demokratická republika        |
| Macky Sall                            | 5. února 2022                         | 18. února 2023                        | Senegal                               |
| Azali Assoumani                       | 18. února 2023                        | 17. února 2024                        | Komory                                |
| Muhammad uld Ghazuání                 | 17. února 2024                        | 15. února 2025                        | Mauritánie                            |
| João Lourenço                         | 15. února 2025                        | úřadující                             | Angola                                |